# DR1
DR1 je dánský národní televizní kanál, který obsluhuje veřejnoprávní vysílací společnost DR. Byla to první televizní stanice, která byla v Dánsku založena a vysílání započala v roce 1951 – nejprve jen na hodinu denně, třikrát týdně.
Dnes je hlavní kanál pro zprávy a aktuální události, ačkoli také vysílá zábavné pořady a drama, jakož i další věcný a kulturní obsah. Programy jsou navrženy tak, aby zaujali celé spektrum dánského obyvatelstva.

## Vysílané pořady

### Vlastní produkce
- Dánsko má talent
- X Factor
- Dansk Melodi Grand Prix
- Eurovision Song Contest

### Zpravodajství
- TV Avisen
- Magasinet Penge
- Horisont
- Bag om borgen
- Aftenshowet

### Spotřebitelské pořady
- Kontant
- Rabatten
- Hvad er det værd?
- Ha' det godt
- By på Skrump
- Hammerslag
- Gør det selv
- Oplysinger til Borgerne om Samfundet
- Held og Lotto
- 6200 Aabenraa
- Søren Ryge
- Klimaduks og Blærerøv
- Michael Palin i det nye Europa

### Zábava
- Arvingerne
- Borgen
- The Bridge
- Det Nye Talkshow
- Forbrydelsen
- Krøniken
- Nikolaj og Julie
- Rejseholdet
- Til Tasterne

### Dětské pořady
- Disney Sjov
- Barda
- Morgenhår
- Isas Stepz
- Min Funky Familie
- MGP
- MGP Nordic (spolu s SVT, NRK a YLE)

### Pro teenagery
- Boogie Mix

### Jiné či ostatní
- DR Kirken
- Før Søndagen
- Sporløs
- UEFA Euro 2012

## Loga

2005–2009
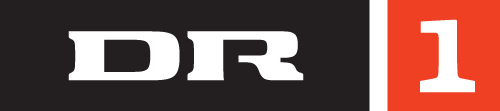
2009–2013
2013–2017
Od roku 2017